# Namíbia hívójelkörzetei
Namíbia jelenleg (2024) nincs felosztva hívójelkörzetekre.
A Namíbia számára az ITU a V5 hívójelprefixet határozta meg.
| Prefix | Körzet | Hely/jelleg           | ITU zóna | CQ zóna | 1 szintű QTH lokátor |
| ------ | ------ | --------------------- | -------- | ------- | -------------------- |
| V5     | [0..9] | Namíbia               | 52       | 36      | JI, KI, JH, KH       |
| V5     | [0..1] | Rádióamatőr hívójelek | 52       | 36      | JI, KI, JH, KH       |

## Lajstromjel
Vízi és légi járművek lajstromjelezéséhez a V5 prefixet használják.